# Warlity Małe
Warlity Małe (deutsch Warglitten) ist ein Dorf in der polnischen Woiwodschaft Ermland-Masuren. Es gehört zur Gmina Olsztynek (Stadt- und Landgemeinde Hohenstein i. Ostpr.) im Powiat Olsztyński (Kreis Allenstein).

## Geographische Lage
Warlity Małe liegt am Südufer des Platteiner Sees (polnisch Jezioro Platyńskie, auch: Jezioro Platyny) im südlichen Westen der Woiwodschaft Ermland-Masuren, 18 Kilometer südöstlich der früheren Kreisstadt Osterode in Ostpreußen (polnisch Ostróda) bzw. 28 Kilometer südwestlich der heutigen Kreismetropole Olsztyn (deutsch Allenstein).

## Geschichte
Das Gutsdorf Warglitten (bei Hohenstein) kam 1874 zum Amtsbezirk Platteinen (polnisch Platyny) im Kreis Osterode in Ostpreußen. Das Dorf zählte im Jahre 1910 insgesamt 114 Einwohner.
Am 30. September 1928 gab der Gutsbezirk Warglitten seine Eigenständigkeit auf und schloss sich mit den Gutsbezirken Platteinen und Luttkenwalde (nicht mehr existent) zur neuen Landgemeinde Platteinen zusammen.
In Kriegsfolge wurde Warglitten 1945 innerhalb des gesamten südlichen Ostpreußen an Polen überstellt. Das Dorf erhielt die polnische Namensform „Warlity Małe“ und ist heute als Sitz eines Schulzenamts (polnisch Sołectwo) – zuständig auch für die Nachbarorte Gibała (Giballen), Platyny (Platteinen) und Warglewo – eine Ortschaft innerhalb der Stadt- und Landgemeinde Olsztynek (Hohenstein i. Ostpr.) im Powiat Olsztyński (Kreis Allenstein), bis 1998 der Woiwodschaft Olsztyn, seither der Woiwodschaft Ermland-Masuren zugehörig. Am 26. Oktober 2020 zählte Warlity Małe 52 Einwohner.

## Kirche
Bis 1945 war Warglitten bei Hohenstein in die evangelische Kirche Wittigwalde (polnisch Wigwałd) in der Kirchenprovinz Ostpreußen der Kirche der Altpreußischen Union, außerdem in die römisch-katholische Kirche Hohenstein i. Ostpr. (polnisch Olsztynek) eingepfarrt.
Heute gehört Warlity Małe katholischerseits zur Pfarrei Wigwałd (Wittigwalde) im Erzbistum Ermland, evangelischerseits zur Kirchengemeinde Olsztynek, einer Filialgemeinde der Christus-Erlöser-Kirche Olsztyn in der Diözese Masuren der Evangelisch-Augsburgischen Kirche in Polen.

## Verkehr
Warlity Małe ist von Platyny (Platteinen) aus über eine Nebenstraße zu erreichen. Eine Bahnanbindung existiert nicht.